# TMF (Pays-Bas)
TMF (abréviation de The Music Factory) est une chaîne de télévision musicale néerlandaise, qui fait partie du réseau The Music Factory, propriété de Viacom International Media Networks aux Pays-Bas.
Elle cesse toute diffusion le 1er septembre 2011 et son siège est anciennement localisé à Amsterdam. La chaîne était connue sous les noms de TMF6 et TMF9 respectivement.

## Histoire

### Lancement
TMF est lancée le 1er mai 1995 par Lex Harding. Elle est la première chaîne télévisée musicale néerlandaise à rivaliser face à 
MTV Europe dans la même région. La chaîne était présentée par des veejays incluant Sylvana Simons, Bridget Maasland, Isabelle Brinkman, Fabienne de Vries, Ruud de Wild, Michael Pilarczyk, Wessel van Diepen et Erik de Zwart. Pendant des années, la présence de ces veejays change pour laisser place à Tooske Breugem, Daphne Bunskoek et Mental Theo. Les derniers VJs présents sur la chaîne étaient Miljuschka Witzenhausen et Nikkie Plessen.
Malgré le lancement de la chaîne MTV Pays-Bas dans la région en 2000, TMF surpasse MTV en matière d'audience. Pour retourner cette situation en 2002, MTV Networks Europe achète les actions de TMF aux Pays-Bas et en Belgique. TMF se focalise sur des programmes interactifs, tandis que certains programmes en provenance de TMF sont lancés sur MTV Pays-Bas comme Mental Theo on the Road et Top 40 avant d'être de nouveau lancés sur TMF. Avec l'expansion des chaînes digitales, TMF lance des chaînes sœurs telles que TMF Dance (techno, trance et house), TMF NL (musique néerlandaise) et TMF Pure (R'n'B, hip-hop et urban). TMF Live, également lancée, était spécialisée dans les musiques diffusées en live.

### Fermeture
Le 4 novembre 2010, Viacom International Media Networks annonce le 1er janvier 2011 que TMF diffuserait ses émissions uniquement entre 6 et 15 heures journalières. Le 4 avril, TMF est remplacé par Kindernet et TMF jusqu'à ce que la chaîne cesse toute activité le 1er septembre 2011 tandis que TMF.nl arrête de diffuser ses émissions en ligne. Les VJ's de TMF sont transférés chez MTV. Les chaînes sœurs cessent également toute activité.